# Blank skulderlöpare
Blank skulderlöpare (Cymindis humeralis) är en skalbaggsart som först beskrevs av Geoffroy 1785.  Blank skulderlöpare ingår i släktet Cymindis, och familjen jordlöpare. Enligt den svenska rödlistan är arten starkt hotad i Sverige. Arten förekommer på Gotland och Öland. Arten har tidigare förekommit i Götaland men är numera lokalt utdöd. Artens livsmiljö är jordbrukslandskap.

## Bildgalleri

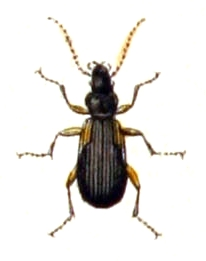